# Jam (shahrestan)
Jam (persiska: شهرستان جَم , Shahrestan-e Jam) är en shahrestan, delprovins, i Iran.   Den ligger i provinsen Bushehr, i den södra delen av landet, 900 km söder om huvudstaden Teheran.
Delprovinsen hade 70 051 invånare 2016.